# Campionati statunitensi di sci alpino 2004
I Campionati statunitensi di sci alpino 2004 si sono svolti ad Alyeska e a Sugarloaf dal 19 al 23 marzo. Il programma ha incluso gare di discesa libera, supergigante, slalom gigante, slalom speciale e combinata, tutte sia maschili sia femminili.
Trattandosi di competizioni valide anche ai fini del punteggio FIS, vi hanno partecipato anche sciatori di altre federazioni, senza che questo consentisse loro di concorrere al titolo nazionale statunitense.

## Risultati

### Uomini

#### Discesa libera
| Pos. | Atleta         | Nazione     | Tempo   |
| ---- | -------------- | ----------- | ------- |
| 1    | Bryon Friedman | Stati Uniti | 1:38,96 |
| 2    | Jeremy Transue | Stati Uniti | 1:40,85 |
| 3    | Daron Rahlves  | Stati Uniti | 1:40,94 |
| 4    | Jakub Fiala    | Stati Uniti | 1:41,08 |
| 5    | Justin Johnson | Stati Uniti | 1:41,33 |
| 6    | Andre Horton   | Stati Uniti | 1:41,44 |
| 7    | Wade Bishop    | Stati Uniti | 1:41,84 |
| 8    | Jake Zamansky  | Stati Uniti | 1:42,09 |
| 9    | David Duncan   | Canada      | 1:42,11 |
| 10   | Bode Miller    | Stati Uniti | 1:42,34 |

Data: 19 marzo

Località: Alyeska

#### Supergigante
| Pos. | Atleta           | Nazione     | Tempo   |
| ---- | ---------------- | ----------- | ------- |
| 1    | Daron Rahlves    | Stati Uniti | 1:08,72 |
| 2    | Dane Spencer     | Stati Uniti | 1:09,29 |
| 3    | Jakub Fiala      | Stati Uniti | 1:09,67 |
| 4    | Andre Horton     | Stati Uniti | 1:09,85 |
| 5    | Jake Zamansky    | Stati Uniti | 1:09,97 |
| 6    | Jeremy Transue   | Stati Uniti | 1:10,23 |
| 7    | Andrew Weibrecht | Stati Uniti | 1:10,34 |
| 8    | Justin Johnson   | Stati Uniti | 1:10,36 |
| 9    | Wade Bishop      | Stati Uniti | 1:10,39 |
| 10   | Adam Cole        | Stati Uniti | 1:10,45 |

Data: 20 marzo

Località: Alyeska

#### Slalom gigante
| Pos. | Atleta           | Nazione     | Tempo   |
| ---- | ---------------- | ----------- | ------- |
| 1    | Jimmy Cochran    | Stati Uniti | 2:08,38 |
| 2    | Jake Zamansky    | Stati Uniti | 2:08,97 |
| 3    | Tom Rothrock     | Stati Uniti | 2:09,26 |
| 4    | Dane Spencer     | Stati Uniti | 2:09,51 |
| 5    | Jesse Marshall   | Stati Uniti | 2:09,54 |
| 6    | Chip Knight      | Stati Uniti | 2:09,68 |
| 7    | Greg Hardy       | Stati Uniti | 2:10,13 |
| 8    | Jeffrey Harrison | Stati Uniti | 2:10,37 |
| 9    | Nathan Schwing   | Stati Uniti | 2:11,66 |
| 10   | Evan Weiss       | Stati Uniti | 2:11,99 |

Data: 22 marzo

Località: Alyeska

#### Slalom speciale
| Pos. | Atleta           | Nazione     | Tempo       |
| ---- | ---------------- | ----------- | ----------- |
| 1    | Jimmy Cochran    | Stati Uniti | 1:31,91     |
| 2    | Jesse Marshall   | Stati Uniti | 1:32,51     |
| 3    | Chip Knight      | Stati Uniti | 1:32,89     |
| 4    | Warner Nickerson | Stati Uniti | 1:33,08     |
| 5    | Jake Zamansky    | Stati Uniti | 1:33,51     |
| 6    | Roger Brown      | Stati Uniti | 1:33,63     |
| 7    | Erik Kankainen   | Stati Uniti | 1:34,28     |
| 8    | Paul McDonald    | Stati Uniti | 1:34,40     |
| 9    | Greg Hardy       | Stati Uniti | 1:34,991,00 |
| 10   | Cody Marshall    | Stati Uniti | 1:34,45     |

Data: 21 marzo

Località: Alyeska

#### Combinata
| Pos. | Atleta         | Nazione     |
| ---- | -------------- | ----------- |
| 1    | Bryon Friedman | Stati Uniti |
| 2    | ?              | ?           |
| 3    | ?              | ?           |

### Donne

#### Discesa libera
| Pos. | Atleta        | Nazione     | Tempo   |
| ---- | ------------- | ----------- | ------- |
| 1    | Jonna Mendes  | Stati Uniti | 1:44,25 |
| 2    | Julia Mancuso | Stati Uniti | 1:45,18 |
| 3    | Libby Ludlow  | Stati Uniti | 1:45,41 |
| 4    | Bryna McCarty | Stati Uniti | 1:45,86 |
| 5    | Kristen Bybee | Stati Uniti | 1:46,12 |
| 6    | Stacey Cook   | Stati Uniti | 1:46,73 |
| 7    | Megan Hughes  | Stati Uniti | 1:47,14 |
| 8    | Julia Littman | Stati Uniti | 1:47,35 |
| 8    | Chirine Njeim | Libano      | 1:47,35 |
| 10   | Resi Stiegler | Stati Uniti | 1:48,01 |

Data: 19 marzo

Località: Alyeska

#### Supergigante
| Pos. | Atleta            | Nazione     | Tempo   |
| ---- | ----------------- | ----------- | ------- |
| 1    | Lindsey Vonn      | Stati Uniti | 1:06,93 |
| 2    | Julia Mancuso     | Stati Uniti | 1:07,28 |
| 3    | Libby Ludlow      | Stati Uniti | 1:07,40 |
| 4    | Kaylin Richardson | Stati Uniti | 1:07,80 |
| 5    | Jonna Mendes      | Stati Uniti | 1:08,17 |
| 6    | Chelsea Marshall  | Stati Uniti | 1:08,26 |
| 6    | Bryna McCarty     | Stati Uniti | 1:08,26 |
| 8    | Kate Bragg        | Stati Uniti | 1:08,46 |
| 9    | Alexandra Shaffer | Stati Uniti | 1:08,47 |
| 10   | Caitlin Ciccone   | Stati Uniti | 1:08,64 |

Data: 20 marzo

Località: Alyeska

#### Slalom gigante
| Pos. | Atleta            | Nazione     | Tempo   |
| ---- | ----------------- | ----------- | ------- |
| 1    | Libby Ludlow      | Stati Uniti | 2:22,09 |
| 2    | Julia Mancuso     | Stati Uniti | 2:22,53 |
| 3    | Jessica Kelley    | Stati Uniti | 2:22,77 |
| 4    | Resi Stiegler     | Stati Uniti | 2:23,00 |
| 5    | Lauren Ross       | Stati Uniti | 2:23,43 |
| 6    | Lindsey Vonn      | Stati Uniti | 2:23,49 |
| 7    | Kaylin Richardson | Stati Uniti | 2:24,16 |
| 8    | Jonna Mendes      | Stati Uniti | 2:24,75 |
| 9    | Megan McJames     | Stati Uniti | 2:26,36 |
| 10   | Alexandra Shaffer | Stati Uniti | 2:27,15 |

Data: 23 marzo

Località: Alyeska

#### Slalom speciale
| Pos. | Atleta          | Nazione     | Tempo   |
| ---- | --------------- | ----------- | ------- |
| 1    | Lindsey Vonn    | Stati Uniti | 1:35,53 |
| 2    | Julia Mancuso   | Stati Uniti | 1:36,01 |
| 3    | Katie Hitchcock | Stati Uniti | 1:36,92 |
| 4    | Lauren Ross     | Stati Uniti | 1:37,07 |
| 5    | Caitlin Ciccone | Stati Uniti | 1:38,49 |
| 6    | Jessica Kelley  | Stati Uniti | 1:38,67 |
| 7    | Lisa Perricone  | Stati Uniti | 1:39,08 |
| 8    | Shelley Glover  | Stati Uniti | 1:39,17 |
| 9    | Megan Hughes    | Stati Uniti | 1:39,45 |
| 10   | Julia Littman   | Stati Uniti | 1:40,41 |

Data: 21 marzo

Località: Alyeska

#### Combinata
| Pos. | Atleta        | Nazione     |
| ---- | ------------- | ----------- |
| 1    | Julia Mancuso | Stati Uniti |
| 2    | ?             | ?           |
| 3    | ?             | ?           |

Data: 

Località: Sugarloaf